# Ню-Фрисланн
Ню-Фрисланн (норв. Ny-Friesland — «новая Фрисландия») — часть территории острова Западный Шпицберген (архипелаг Шпицберген, Норвегия).
Ню-Фрисланн представляет собой полуостров, лежащий между Вийдефьордом на западе и проливом Хинлопена на востоке. Территория названа в честь голландской провинции Фрисландия.